# Hodnota noty

Noty zleva: celá, půlová, čtvrťová, osminová, šestnáctinová, dvaatřicetinová, čtyřiašedesátinová

Hodnota noty udává, kolik dob nota představuje a určuje relativní délku tónu:
- celá nota – 4 doby
- půlová nota („půlka“) – 2 doby
- čtvrťová nota („čtvrtka“) – 1 doba
- osminová nota („osmina“) – půl doby
- šestnáctinová nota („šestnáctina“) – čtvrt doby
- dvaatřicetinová nota – osmina doby
- čtyřiašedesátinová nota – šestnáctina doby

Tečka za notou přidává polovinu k hodnotě noty – půlová nota s tečkou reprezentuje tři doby, čtvrtka s tečkou jeden a půl doby. Teček může být i více; každá další přidává polovinu hodnoty předchozí – půlová nota se dvěma tečkami reprezentuje tři a půl doby, se třemi tečkami tři a tři čtvrtě doby.
Absolutní délka tónů závisí především na tempu hry nebo zpěvu a na artikulaci (stylu hudebního přednesu) jednotlivých tónů. Doporučené tempo přednesu se řídí údajem skladatele v notovém zápisu, které může být zapsáno slovně (Pomalu, Lento), nebo údajem metronomu („čtvrtka = M.M. 40“, M.M. znamená Mälzelův metronom) a skladbou samou. Její struktura totiž napovídá hráči, jaké tempo má přibližně zvolit. I virtuosové a profesionální interpreti volí však pro každou skladbu „své“ tempo, a proto údaj M.M. slouží jako přibližný pokyn, nehledě na to, že v průběhu téměř každé skladby dochází k jemným výchylkám od zvoleného základního tempa (takovým odchylkám říkáme agogika, nepatrné zrychlení nebo zpomalení na krátkém úseku skladby, „podle citu“).

## Hodnota noty a trvání tónu
Notace slouží k tomu, aby umožnila hrát hudbu – hudební skladbu tedy netvoří noty, nýbrž až tóny. Mezi notami a tóny určité skladby je tedy zásadní rozdíl. Tóny mají různou délku, ale noty jsou pouze grafické značky, jejichž "délka" se dá vyjádřit leda v milimetrech. Udávají však cenné pokyny relativní (poměr délek tónů, poměr jejich síly, relativní rychlost jejich sledu atd.).
Z kombinace různých délek a akcentů, jejichž poměr naznačuje notové písmo svými symboly, vzniká rytmus. Tečka, kterou má za sebou napsánu určitá nota, značí prodloužení – a to prodloužení o polovinu délky oné noty: osmina s tečkou je tedy prodloužena o šestnáctinu. Může se stát, že následující hodnota bude onen „zbytek“ druhé osminy (šestnáctina). Jestliže se takový sled opakuje (osmina s tečkou, šestnáctina, osmina s tečkou šestnáctina atd.), bývá nazýván „tečkovaný rytmus“. Tečkovaný rytmus slyšíme z Dvořákovy Humoresky Ges-dur pro klavír. Zápis však nemusí být osmina s tečkou – šestnáctina atd., ale třeba šestnáctina s tečkou – dvaatřicetina apod. – to je volba skladatelova zápisu (noty), o kterém při poslechu (tóny) nejsme informováni.
Prodlouženou dobu trvání tónu lze někdy zapsat také pomocí několika not téže výšky spojených obloučkem (tzv. ligaturou). Symbolem tzv. trioly lze zapsat, že k takto označeným notám patří členění na tři stejné části. Při zápisu alla breve se ocitáme v oboru metriky. Metrum, založené na sledu počítacích dob, je v notaci skryto (odehrává se v naší psychomotorice) a zápis alla breve napovídá, že počítací doba tu není obvyklá čtvrtka, ale hned hodnota půlová, takže „si počítáme“ při notovaném čtyřdobém taktu „na dvě“ (pohyb se jako by děje v půlových hodnotách, např. při pochodu). Doba trvání jednotlivých tónů ve skladbě závisí kromě tempa také na artikulaci (stylu hudebního přednesu). Hra vázaných tónů se nazývá legato – po sobě jdoucí tóny jsou hrány důsledně bez oddělování (představme si hru smyčcem). Při přednesu staccato znějí tóny krátce (např. pizzicato, tedy brnknutí o strunu, na klavíru ostře ohraničený úhoz).